# Maria Occhipinti
Maria Occhipinti (* 29. Juli 1921 in Ragusa, Italien; † 20. August 1996) war eine italienische Anarchistin, Kommunistin, Schriftstellerin und Frauenrechtlerin.

## Leben
Occhipiniti galt als „große alte Dame“ des italienischen Anarchafeminismus.
Bekannt wurde sie durch ihr autobiographisches Buch „Eine Frau aus Ragusa“. Es erschien bereits 1957, doch blieb das Buch bis 1976 völlig unbeachtet. Erst die zweite Auflage 1976 machte Occhipinti so bekannt, dass eine Frauenjury ihr dafür den Brancati-Zafferana-Preis verlieh.